# Бурмістров В'ячеслав Олександрович
Вячеслав Олександрович Бурмістров (нар. 21 січня 1982) — український футболіст, що грав на позиції півзахисника. Відомий виступами за футбольний клуб «Таврія» у вищій українській лізі.

## Кар'єра футболіста
Вячеслав Бурмістров розпочав займатися футболом у сімферопольському УОР. У професійному футболі дебютував у команді вищої української ліги «Таврія» з Сімферополя 29 травня 1999 року в матчі з командою «Зірка» з Кіровограда, вийшовши на заміну замість Олександра Кундєнка. Цей матч виявився єдиним у вищій лізі для футболіста. Надалі Вячеслав Бурмістров у професійних клубах не грав.

## Особисте життя
Батько Вячеслава Бурмістрова, Олександр Бурмістров, також був футболістом, зіграв понад 200 матчів у другій лізі за керченський «Океан», грав також у другій лізі за іркутську «Зірку» та в першій лізі за сімферопольську «Таврію».